# داتورة عشبية
الداتورة العشبية (بالإنجليزية: Locoweed أو Crazyweed)‏. هي نبتة سامة بنسبة للماشية وقد وجِدت لأول مرة في المكسيك، ويتم الآن زراعتها في العديد من المناطق الآخرى حول العالم، ومن أهم الأسماء أيضاً  التفاحة الشوكية، وزهرة القمر، و اجراس الجحيم، وبوق الشيطان، وعشبة الشيطان.
تستخدم هذه النبتة في الطب التقليدي، لتخفيف أعراض الربو وتستخدم أيضاً كمسكن أثناء الجراحة فهي تعتبر مادة مهلوسة قوية وتسبب الهذيان فتستخدم في هذه الحالة كـ  entheogenically" " ، فيستجيب الكالويد التروبين الموجود بكثرة داخل هذه النبتة لكلا الخصائص العلاجية والهلوسة، وتأثير الجرعة المهلوسة موجود بشكل أكبر قليلاً من الجرعة الدوائية، الامر الذي قد يؤدي إلى الموت أو الذهاب إلى المستشفى في حال تم استخدامها بشكل غير مبالٍ به.
الزهرة تتفتح في الليل حيث ينبعث منها رائحة عطريّة لطيفة حيث يتغذى عليها عثة الليل، تتميز بأنَّ لديها كبسولات بيضاوية بداخلها تتواجد البذور وعرض هذه الكبسولة في الغالب من 3 إلى 8 سم، كلّ كبسولة تنقسم إلى أربع غرف مع العشرات من البذور السوداء الصغيرة.
الداتورة العشبية بشكل عام هي زهرة يتم حصادها في الصيف وهي زهرة زكية، كما ذُكِر سابقاً على شكل بوق، وتتميز زهرة الداتورة بلونها الأبيض المائل للون الكريمي أو البنفسجي وطولها من 6 إلى 9 سم، وتنمو على الأفرع الصغيرة للورقة أو مكان ما يتفرع الجذع .

## الوصف

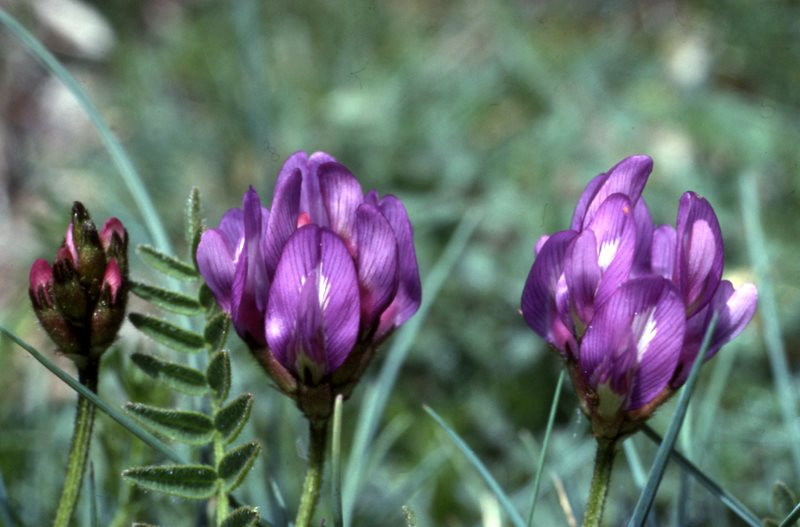

### التعريف بالنبتة
الداتورة العشبية ذات رائحة كريهة ويتم حصادها سنوياً حيث يصل ارتفاعها من 60 إلى 150 سم بمعدل من 2 إلى خمسة أقدام.

### الجذور
وتتميز النبتة جذورها بطولها وسمكها وإنَّها ليفية ذات لون أبيض، وجذعها قوي، مُخضَّر ذو ملمس ناعم بلون أخضر مصفر باهت، فالفروع الجذعية أيضاً تتفرع إلى فروع عدة مراراً وتكراراً وكلّ فرع يشكل أزهار وأوراق بشكل منفصل .

### الأوراق
تتميز الأوراق في هذه النبتة بطولها الذي يصل من 8 إلى 20 سم، ذات ملمس ناعم، و أسنان تتميز أيضاً بأنها غير متموجة بشكل منتظم، فالسطح العلوي للأوراق أخضر غامق ومن الوسط أخضر فاتح، ولها طعم مزعج ومُرّ والذي يبقى في العشبة حتى بعد جفاف أوراقها.

### كأس الزهرة
يتميز بطوله وأنّه على شكل أنبوب ولديه انتفاخ في قاعه لديه طول حاد يعلوه خمسة أسنان حادة .

### التويج
مطوي ومفتوح بشكل بسيط لديه لون أبيض وشكل قمعي وأضلاع بارزة .